# 모로코 오마리
모로코 오마리(Morocco Omari, 1975년 5월 7일 ~ )는 미국의 배우, 텔레비전 배우, 영화 감독이다.
시카고에서 태어났다.

## 영화
- 21 브릿지: 테러 셧다운 (2019년)
- 하프 패스트 데드 2 (2007년) - J.T. 역
- 콘스텔레이션 (2005년)
- 조안 오브 아카디아 (2003년)
- 쉐이크다운 (2002년)